# P-01A
docomo PRIME series P-01A（ドコモプライムシリーズ　ピー ゼロ いち エー）は、パナソニック モバイルコミュニケーションズが開発した、NTTドコモの第三世代携帯電話（FOMA）端末である。docomo PRIME seriesの端末。

## 概要
これまでNTTドコモはハイスペックモデルには「90Xiシリーズ」、ローエンドモデルには「70Xiシリーズ」などと機種ランクをつけた。しかし、7シリーズのハイスペック化(3メガカメラ搭載・ワンセグ対応・着うたフル対応など)によって9シリーズ・7シリーズの格差がなくなりかけてきたため、ランクごとに品番分けを止めコンセプトごとに分け品番は分けないという方式を取り入れた第一弾である。先代機種はP906i。P906i同様にWオープンである。無論、ワンプッシュオープンボタンも引き継いでいる。
Wオープンスタイルを継承しつつ、縦に開けると通常のキー表示と横に開くと横専用のキー配列が変化する新機構「2WAYキー」を採用した。この2WAYキーは逆ヒンジを採用した事でこの仕掛けを利用し表示方法は電子的に切り替わるのではなく中のキーシートを引っ張る様なギミックな作りになっており、縦に端末を開けると通常の文字キーが表示され、端末を閉じた状態で横に開くと横向き用の文字キーや入力キに変化する(例えば縦の「3」「さ」のキーの位置なら横に開くと「1」「あ」になる為入力も異なる)。なお、閉じている状態ではすでに横画面用の文字になっており、縦に開く際に切り替わる様子が確認できる。キー配置は従来のPanasonic製の物とは異なりドコモ共通の物に変更された。
デジタルオーディオプレーヤーはSDオーディオで約108時間とNTTドコモ及び日本国内で発売された携帯電話機で最長の再生時間となっている。これまでのPシリーズに搭載された重低音技術S-XBSから変わって、D-dockにも搭載されている高音質技術「H･BASS」を搭載しさらに迫力感ある重低音再生が可能。
ドコモの端末としては初めて16GBのmicroSDHCカードが公式に動作確認されており、これは同時期に発表された端末の中で唯一無二であったが、後にSH-01Aでも動作確認された(公式ではないが、F-01A、N-01Aでも動作するとの報告がある)。
P702iD以来となる、「ヒカリドロップス」を搭載している。
本機も含めてドコモの2008年冬モデルから、ワンセグ対応端末であればFOMAカード未挿入状態でも視聴及び録画が可能になった。また本機では他にも、同じく従来はFOMAカードが無ければ使えなかったミュージックプレイヤーなども使えるようになった。ドコモによれば“端末は購入者個人の所有物”という概念で、当時のユーザーの要望やニーズに鑑みて2008年冬モデルから制限を外すことになったとのことである。
Pシリーズとしては初めてUMTS850MHzローミング（米国のAT&Tモビリティ・グアムのドコモパシフィック・豪州のテルストラ等のUMTSサービス）に対応した。
| 主な対応サービス                   | 主な対応サービス                                                    | 主な対応サービス                       | 主な対応サービス                                     |
| ---------------------------------- | ------------------------------------------------------------------- | -------------------------------------- | ---------------------------------------------------- |
| タッチパネル                       | FOMAハイスピード7.2Mbps                                             | Bluetooth                              | DCMX／おサイフケータイ                               |
| iアプリオンライン／地図アプリ      | 直感ゲーム／メガiアプリ                                             | iウィジェット                          | マチキャラ／iコンシェル                              |
| ホームU／ポケットU                 | GPS／ケータイお探し                                                 | デコメール／デコメ絵文字／デコメアニメ | iチャネル                                            |
| 着もじ／プッシュトーク             | テレビ電話／キャラ電                                                | 電話帳お預かりサービス                 | フルブラウザ                                         |
| おまかせロック／バイオ認証         | 外部メモリーへiモードコンテンツ移行／ユーザーデータ一括バックアップ | トルカ                                 | iC通信／iCお引越しサービス                           |
| きせかえツール／ダイレクトメニュー | バーコードリーダ／名刺リーダ                                        | 2in1※                                  | エリアメール／ソフトウェアーアップデート自動更新     |
| GSM／3Gローミング                  | 着うたフル／うた・ホーダイ                                          | Music&Videoチャネル／ビデオクリップ    | デジタルオーディオプレーヤー(WMA)(AAC)(SDオーディオ) |

※BモードのメールはWebメールとなる。

## ワンセグ機能
- microSDへの録画
- 映像をより鮮やかに再現する「モバイルPEAKSプロセッサー」
- フレームレートを15fpsから30fpsにする「モバイルWスピード」
- 最大6000：1のコントラスト比を実現する「モバイルWコントラストAI」

## プリインストールiアプリ
- キングダム ハーツ コーデッド オリンポスコロシアム-SideEpisode-
- レイトン教授と不思議な町
- 日英版／日中版しゃべって翻訳 for P
- モバイルGoogleマップ
- 地図アプリ
- 楽オク出品アプリ2
- iアプリバンキング
- Gガイド番組表リモコン
- iD設定アプリ
- DCMXクレジットアプリ
- FOMA通信環境確認アプリ
- マクドナルドトクするアプリ
- iアバターメーカー
- モバイルSuica登録用iアプリ

## 歴史
- 2008年8月20日 - 電気通信端末機器審査協会（JATE）通過
- 2008年8月21日 - 技術基準適合証明（TELEC）通過
- 2008年10月23日 - 連邦通信委員会（FCC）通過
- 2008年11月5日 - F-01A・F-02A・F-03A・F-04A・N-01A・N-02A・N-03A・N-04A・P-01A・P-02A・P-03A・P-04A・P-05A・SH-01A・SH-02A・SH-03A・SH-04A・L-01A・HT-01A・HT-02A・Nokia E71・BlackBerry Boldの開発を発表。
- 2008年11月19日 - 発売開始。

## 不具合
2009年1月27日に以下の不具合の修正がソフトウェアの更新でなされた。
- イヤフォンマイクで通話すると、相手側で相手の声がエコーして聞こえる。

2009年4月23日に以下の不具合の修正がソフトウェアの更新でなされた。
- メール宛先一覧画面で特定操作を行うと、端末が再起動する場合がある
- スイッチ付イヤホンマイク使用時に、端末を閉じた状態でのイヤホンマイクのボタン長押しによる通話終了操作ができない場合がある

2009年10月15日に以下の不具合の修正がソフトウェアの更新でなされた。
- メール本文の文字の一部が太く表示される場合がある。

2010年3月25日に以下の不具合の修正がソフトウェアの更新でなされた。
- 特定の操作を行うとiモーションの再生ができなくなる場合がある。
- 海外（GSMエリア）でエリア内でも圏外状態のままとなる場合がある。

2011年5月26日に以下の不具合の修正がソフトウェアの更新でなされた。
- フォントサイズを変更すると、絵文字の色指定が有効にならない場合がある。

## 注・出典
1. ↑   “2WAYキーでWオープンを進化させた「P-01A」”. 法林岳之の「週刊モバイルCATCH UP」
2. ↑  ただし、パケット通信を伴う「Gガイド番組表リモコン」などは使えない。
3. ↑  “「P-01A」の“ここ”が知りたい：第1回　SIMなしでワンセグ視聴できる？──「P-01A」”. ITmedia +D モバイル
4. ↑  P-01Aのソフトウェアアップデート情報